# Seeräuber (Spiel)
Seeräuber ist ein Gesellschaftsspiel von Spieleautor Stefan Dorra, das vom Spielprinzip einem Kartenspiel nahekommt. Es wurde Anfang 2006 von Queen Games auf den Markt gebracht und im selben Jahr als eines von fünf Spielen für den Kritikerpreis Spiel des Jahres nominiert. 
Ein Spiel für 3 bis 5 Personen ab 8 Jahren dauert etwa 30 Minuten. 

## Thema und Ausstattung
Die Spieler stellen Mannschaften aus Piraten zusammen und entern mit ihnen Segelschiffe. Der Kapitän muss darauf achten, dass die Beute mehr einbringt, als er seiner Mannschaft an Lohn schuldet. Die Piraten werden durch farbige Holzscheiben mit bunten Aufklebern dargestellt. Die zu enternden Schiffe sind Karten mit einer Abbildung und allen Informationen über Stärke, Wert der Beute und weiteren Angaben. Die Dukaten und Wertgegenstände aus der Beute werden durch Pappplättchen symbolisiert.